# Shure 55SH

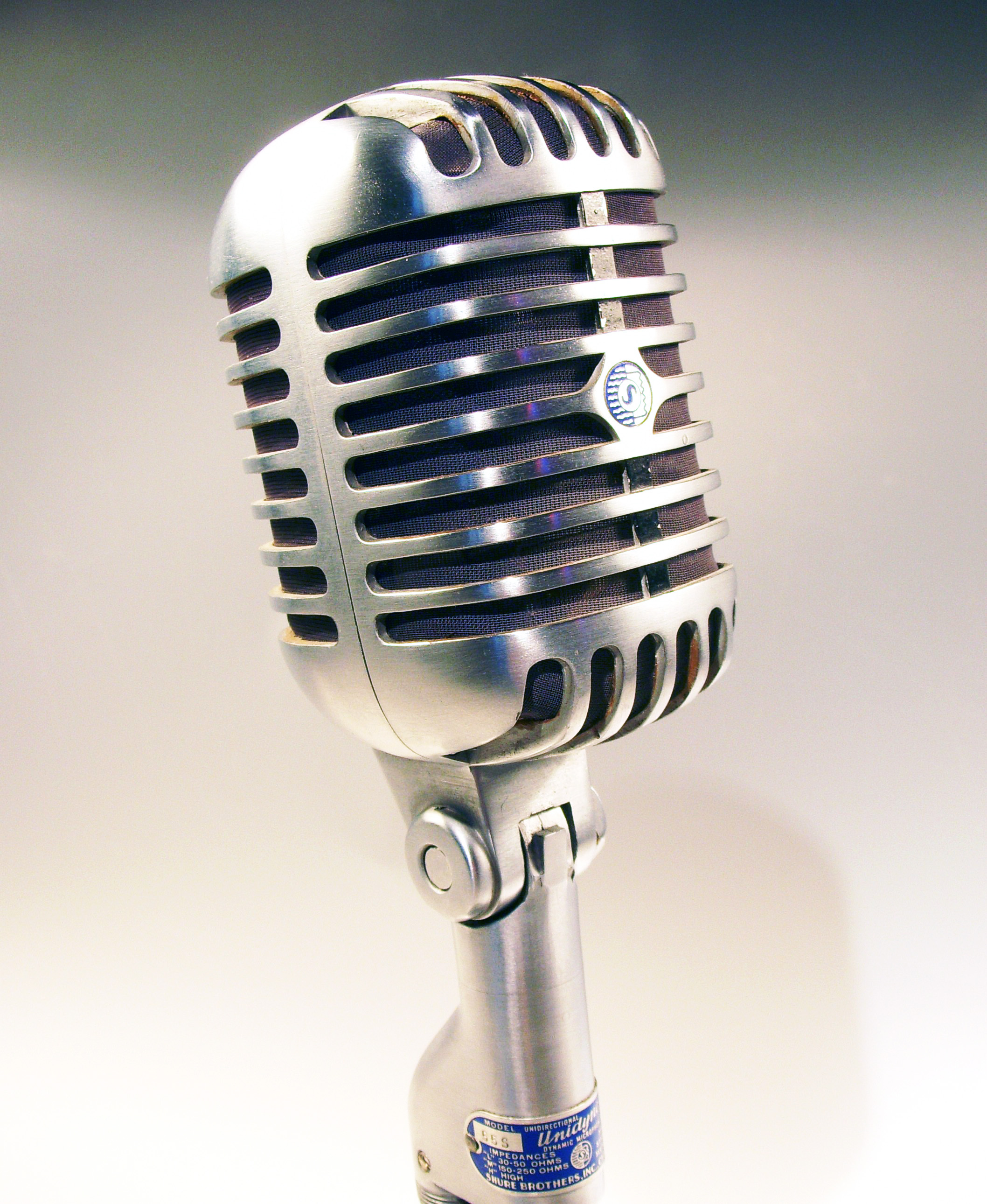
Shure 55S

El Shure 55SH es un micrófono dinámico cardioide profesional que se ha utilizado generalmente en aplicaciones de radiodifusión desde 1939. Diseñado por Shure, ha sido descrito como un micrófono estándar de la industria, "icónico" por su perfecto sonido y su amplia adopción en radio, televisión y estudios de grabación. Desde la década de 1940 hasta finales del siglo XX mantuvo su popularidad en el entorno profesional. Shure diseñó el transductor Unidyne en 1939 y luego lo mejoró enormemente en 1959, basándose en la investigación y el desarrollo del ingeniero de Shure, Ernie Seeler.

## Antecedentes

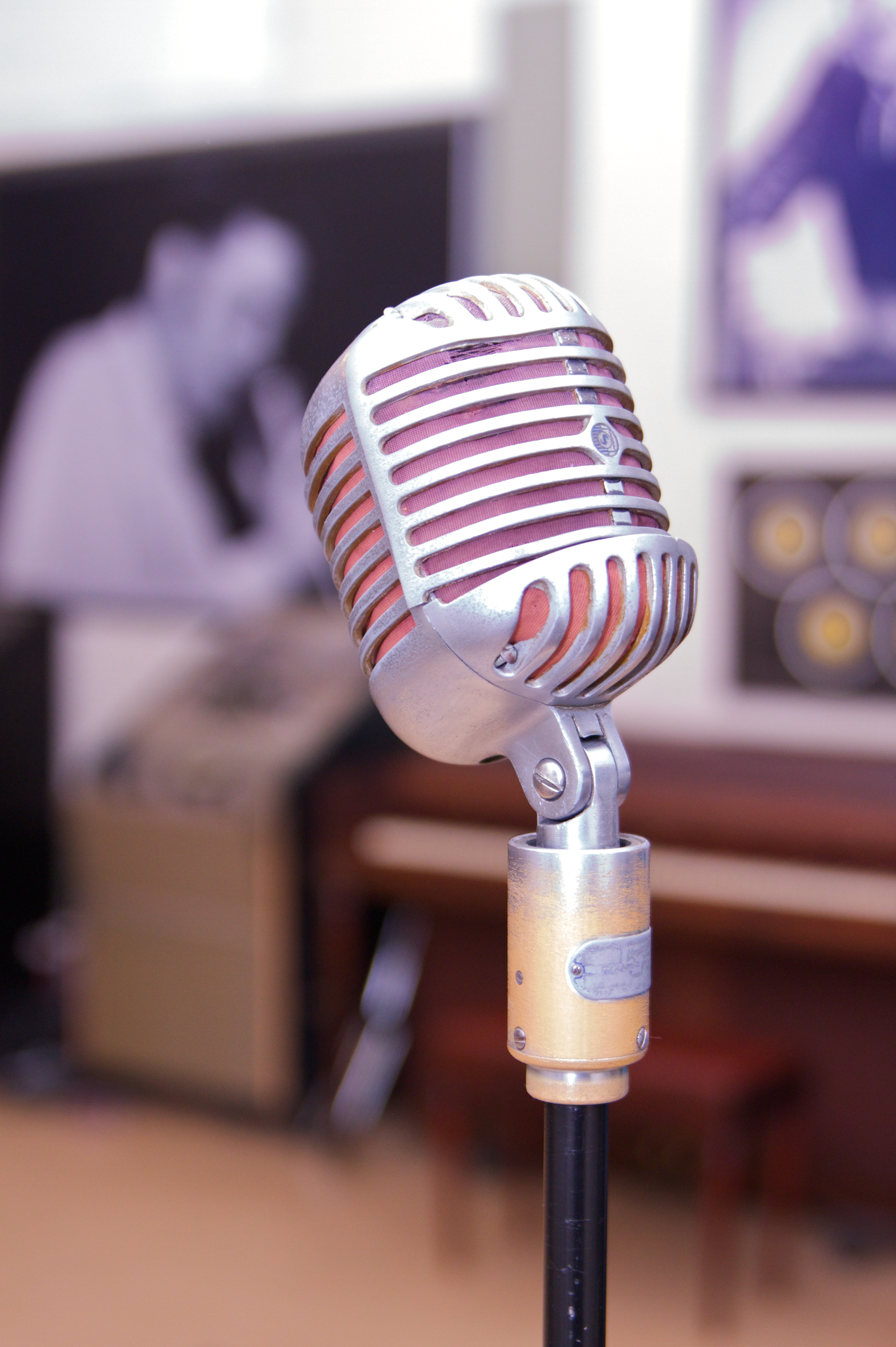
Usado por Elvis, Sun Studio

En 1931, Shure y el ingeniero Ralph Glover comenzaron a desarrollar el primer micrófono de Shure y, al año siguiente, se presentó el micrófono de carbono de dos botones modelo 33N, lo que convirtió a Shure en uno de los cuatro únicos fabricantes de micrófonos en EE. UU.  En 1939, Shure presentó el micrófono Unidyne modelo 55, que se convirtió en uno de los micrófonos más reconocidos del mundo. 
En 1941, las fuerzas armadas de los Estados Unidos contrataron a Shure para suministrar micrófonos durante la Segunda Guerra Mundial y, al año siguiente, el T-17B era el micrófono más utilizado por el Ejército y la Armada de los Estados Unidos. Shure también fabricó micrófonos de garganta, auriculares y máscara de oxígeno, y adoptó el estándar militar de los Estados Unidos para todos los micrófonos de Shure.
Shure comenzó a fabricar sus propios productos en 1932 con la introducción del micrófono de carbono de dos botones 33N. El Modelo 40D, el primer micrófono de condensador de Shure, se introdujo al año siguiente, y el primero de una línea de micrófonos de cristal, el Modelo 70, se introdujo en 1935. Con la introducción del micrófono 55 Unidyne en 1939, la oferta de la empresa incluía micrófonos de carbono, de condensador, de cristal y dinámicos. Los micrófonos alámbricos e inalámbricos juntos representan la categoría más grande del negocio general de Shure.

## Imagen mundial

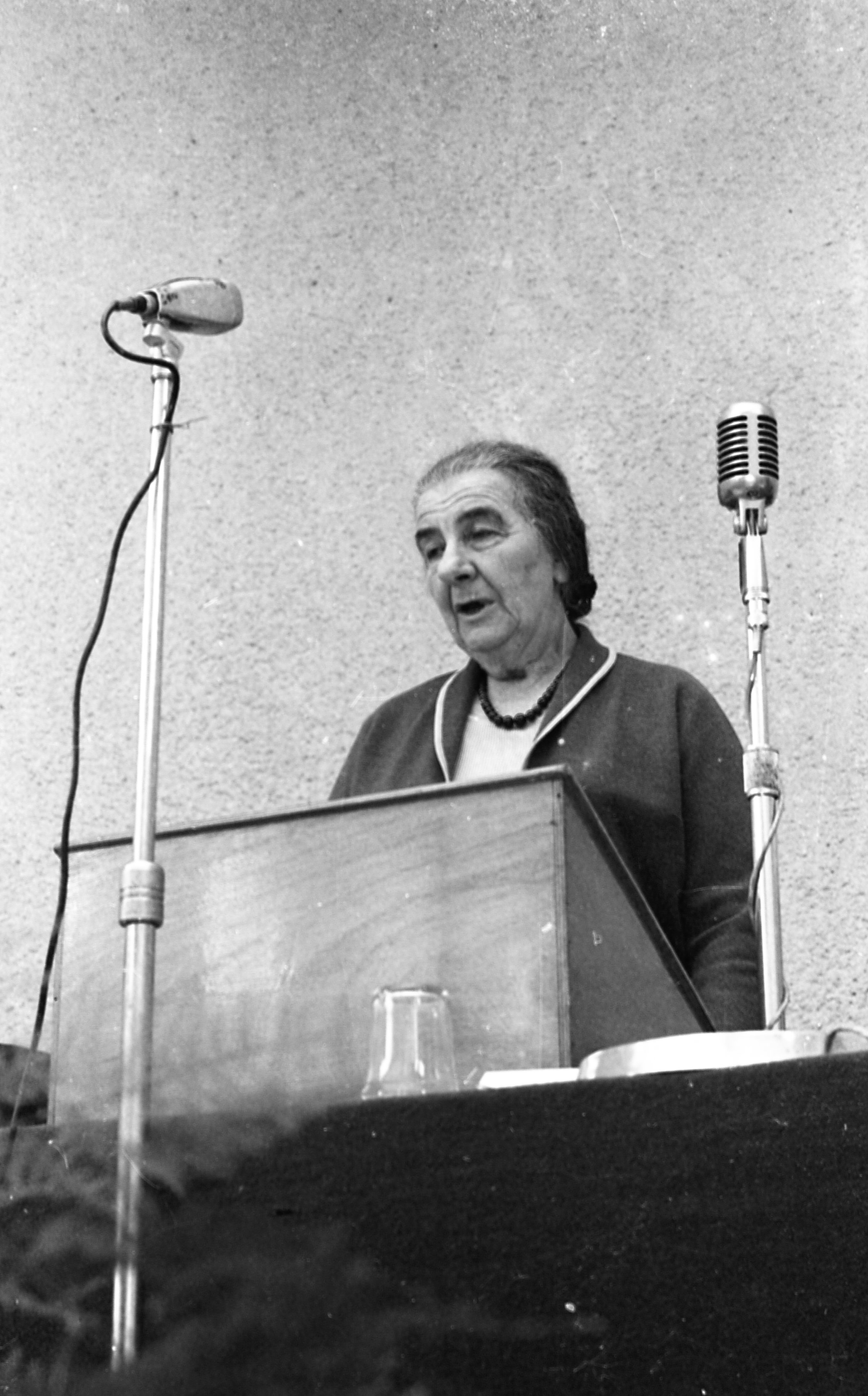
Golda Meir

La serie Unidyne del 55SH és visualmente una de las más icónicas de Shure ha sido vista en uso por jefes de Estado y artistas de grabación e intérpretes populares desde la década de 1940 hasta finales del siglo XX, incluidos el presidente John F. Kennedy, Golda Meir, Ella Fitzgerald y Frank Sinatra. El Modelo 55 Unidyne, o derivados suyos, aparecen con Harry S. Truman en la fotografía donde sostiene el periódico Chicago Tribune con el titular erróneo de primera plana " Dewey Derrota a Truman ". También aparece frente a Fidel Castro en la portada de la edición del 19 de enero de 1959 de la revista Life y frente a Martin Luther King Jr. mientras pronunciaba su discurso " Tengo un sueño " durante la Marcha de agosto de 1963 en Washington. por el Trabajo y la Libertad . El micrófono Shure 55 Unidyne original fue diseñado por el ingeniero Ben Bauer y producido por primera vez en 1939.
Shure diseñó el 55 Unidyne como un micrófono resistente para megafonía con buen rendimiento de audio. Se destacó por su diseño unidireccional de un solo elemento, que era más pequeño, menos susceptible a la retroalimentación y menos sensible al ruido ambiental que otros micrófonos de la época. Se han producido varias variantes del Unidyne original, sobre todo el 55S o "Baby Unidyne".
El 55S a veces se conoce como el "micrófono de Elvis" debido a su uso frecuente por parte de Elvis Presley, y es el micrófono representado con Elvis en el sello conmemorativo de primera clase de Elvis emitido por el Servicio Postal de EE. UU. en 1993. En 2008, el micrófono Unidyne Modelo 55 fue incluido en el Salón de la Fama de TECnology, y al año siguiente, Shure lanzó el 55SH Serie II. En 2009 se introdujo una versión supercardioide, el micrófono vocal Super 55 Deluxe, que presenta una alta ganancia antes de la retroalimentación y un excelente rechazo fuera del eje y amplía aún más el legado de más de 70 años de Unidyne. Los micrófonos de la serie 55 recibieron el premio "IEEE Milestone" en 2014.

## Galería

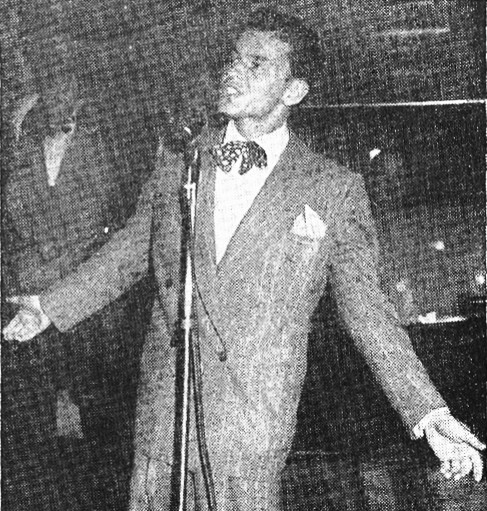
Frank Sinatra, 1945
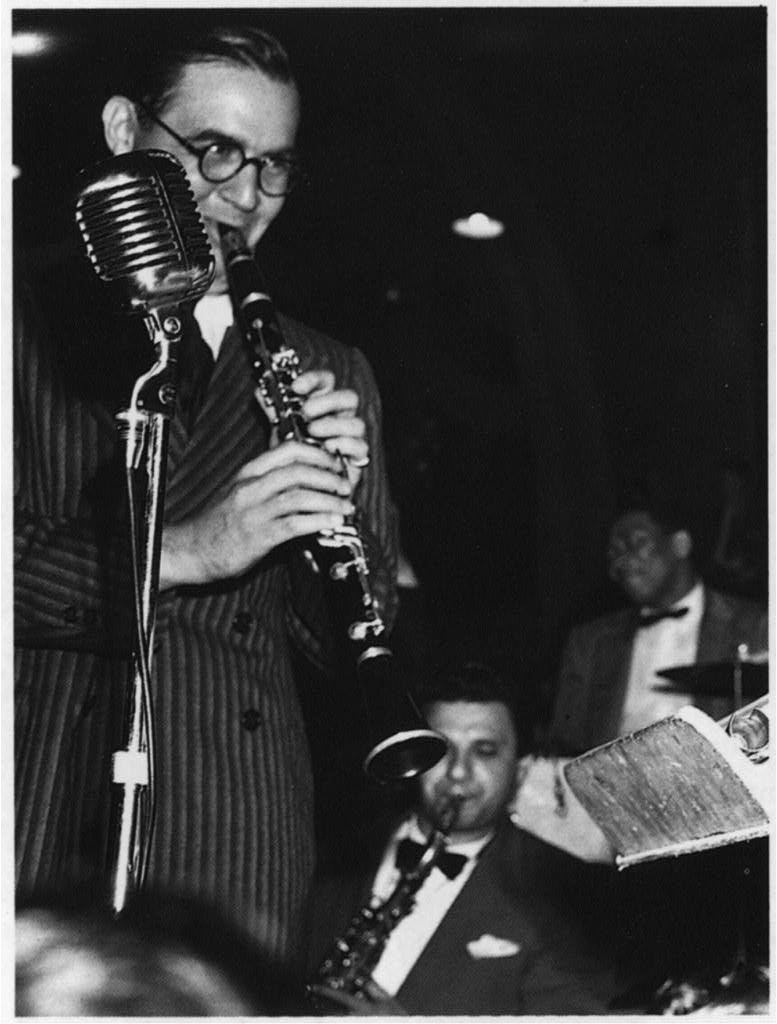
Benny Goodman, 1946
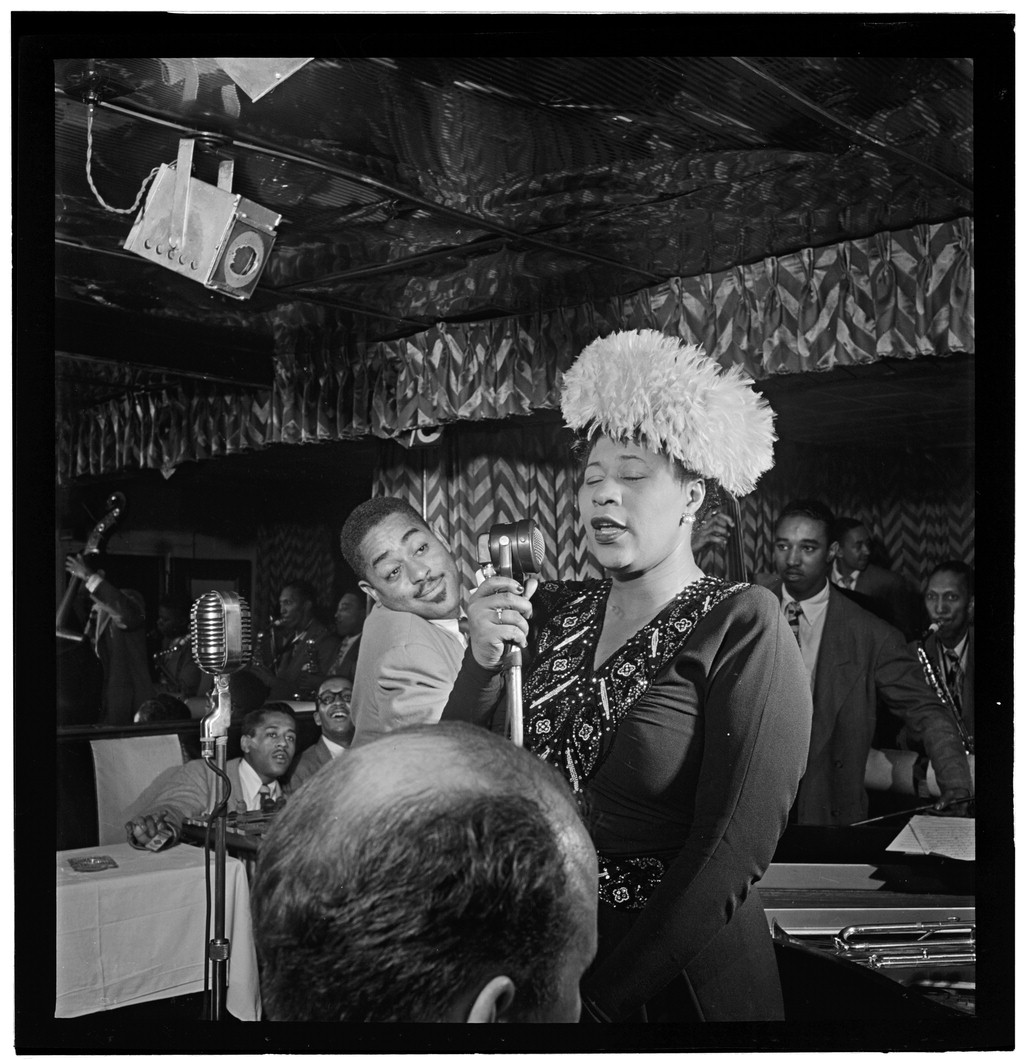
Ella Fitzgerald, 1947
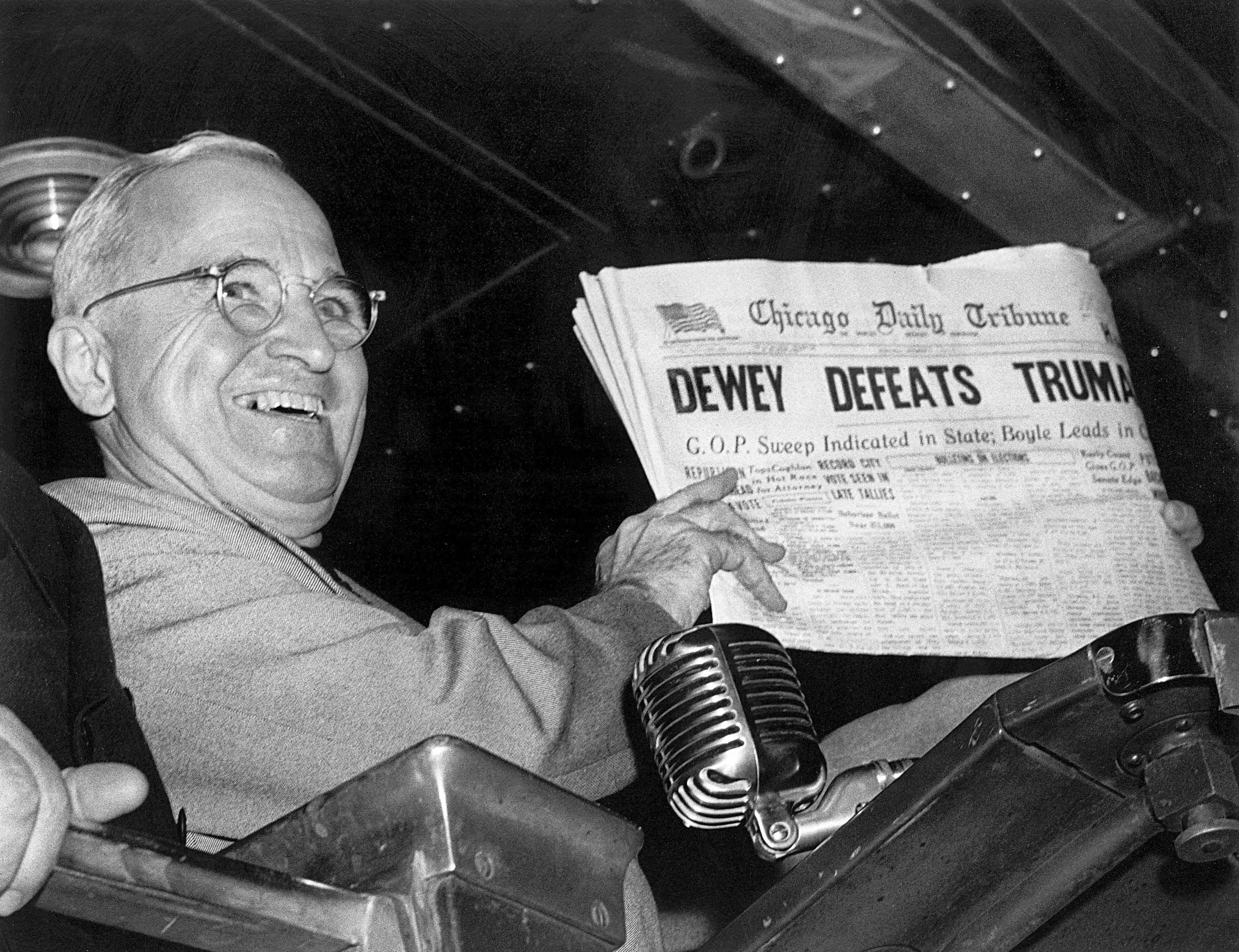
Dewey Defeats Truman, 1948
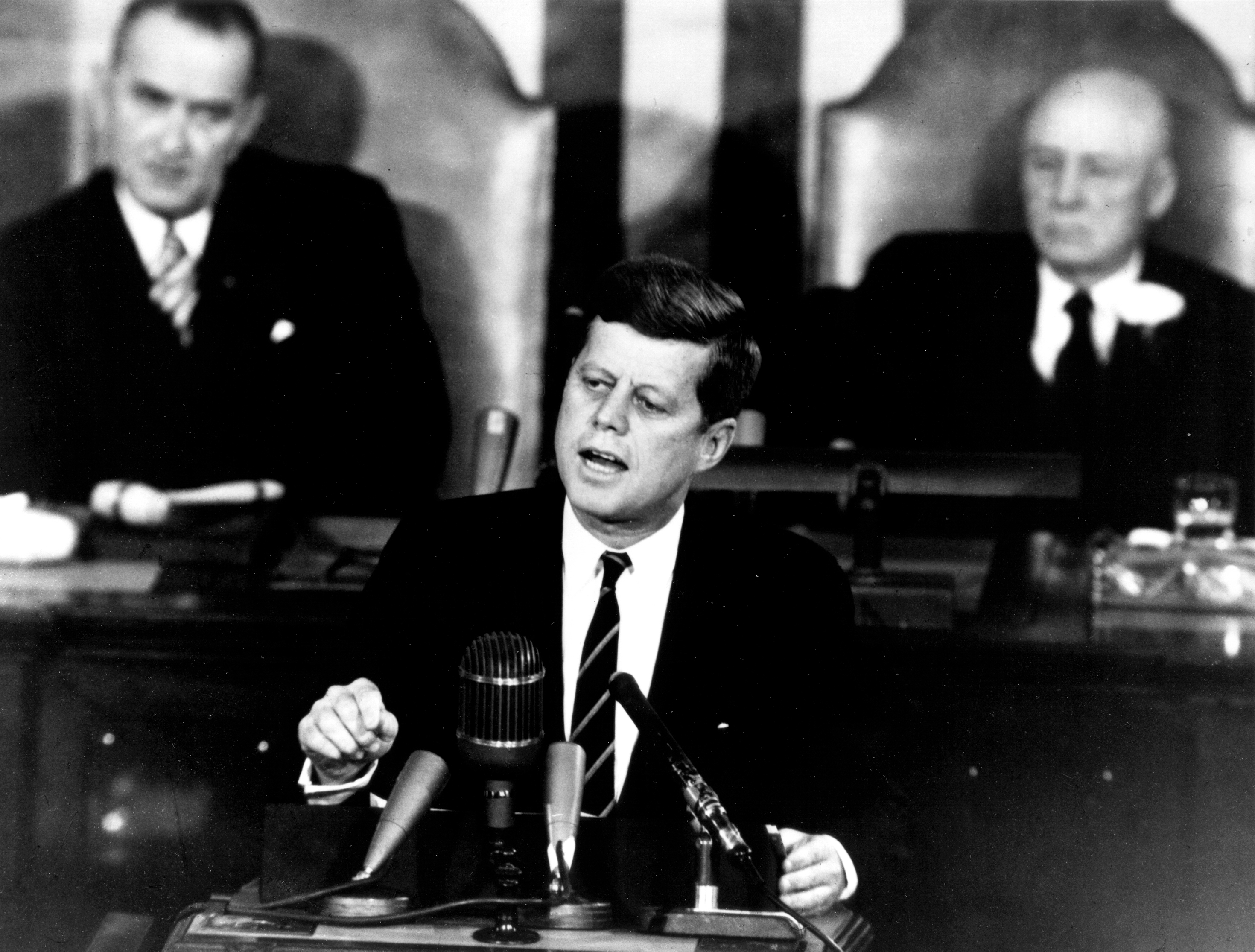
Kennedy: "Congress Historic Speech", 1961

## Especificaciones técnicas
Respuesta de frecuencia
50 a 15,000 Hz
Polaridad
cardioid
Sensibilidad  (a 1.000 Hz voltaje de circuito abierto)
-58.0 dBV/Pa (1 Pa = 94 dB SPL)
Impedancia
EIA -150 Ω (270 Ω actual)
Polaridad
La presión positiva en el diafragma produce un voltaje positivo en el pin 2 en relación con el pin 3
Conector
XLR macho de tres pines
Interruptores
On-off
Peso
0.624 kg (1.37 lb)

## Premios
- 1943-1946: Premio "E" Army-Navy y 3 estrellas "E" por excelencia en producción otorgados a Shure[13]